# Chiesa del Santissimo Nome di Maria (Pancole)
La chiesa del Santissimo Nome di Maria è un edificio sacro situato a Pancole, nel comune di Scansano, in provincia di Grosseto.
L'edificio sorge a ridosso dell'ex strada statale 322 delle Collacchie che attraversa il paese.

## Storia
La chiesa fu edificata nel 1668 per volere di Niccolò Gori, capitano di giustizia di Grosseto, e posta nella cura di Montorgiali; era dotata di un cappellano proprio eletto dalla comunità del paese ogni tre anni, tramite l'approvazione dei conservatori.
Con un Rescritto della segreteria del Regio Diritto del 25 luglio 1785, con il quale il governo granducale aboliva le decime e i diritti di stola in Maremma, fu autorizzata la costituzione di sette nuove parrocchie nella diocesi di Sovana in sette centri abitati: Murci, Pancole, Petricci, Poggioferro, Ripe, San Quirico e Vallerona. La parrocchia del Santissimo Nome di Maria a Pancole fu costituita il 24 ottobre 1785 con decreto vescovile, emanato da Francesco Pio Santi, con territorio distaccato da Montorgiali. Il primo sacerdote fu Agostino Guidarelli.
Il granduca Pietro Leopoldo, in seguito a una visita nel territorio diocesano sovanese il 7 giugno 1787, autorizzò alcuni lavori e, tra questi, l'ampliamento della chiesa di Pancole e l'edificazione della canonica. All'ingresso in parrocchia del nuovo parroco Domenico Pianelli nel 1794, la chiesa si presentava «in stato competente per essere stata restaurata recentemente».
La parrocchia fa parte di un'unica unità pastorale con quella di Preselle.

## Descrizione
Con una superficie interna di circa 100 m², la chiesa comprende anche, sul lato sinistro, la cappella del Sacro Cuore di Gesù. Nel campanile a vela sono custodite due campane.
Tra le opere custodite, l'Annunciazione, la Visitazione e la Natività di Alberto Buiani di Poggibonsi, e la statua della Vergine Madre del Divin Pastore, in tiglio bianco scolpita ad Ortisei e giunta a Pancole in elicottero nel 1962, per volere del parroco Bernardo Zorzetto.